# William Huntington Russell

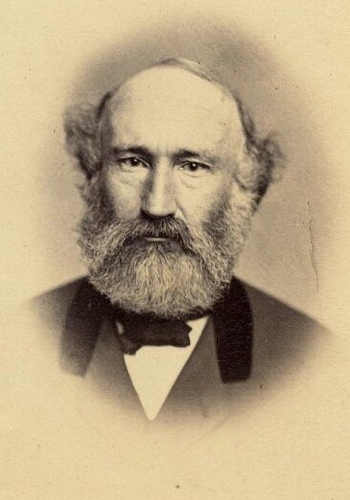
William Huntington Russell

William Huntington Russell (n. 12 august 1809, Middletown, Connecticut – d. 19 mai 1885) a fost un om de afaceri american, educator și politician. Împreună cu Alphonso Taft, Russell a fost co-fondator al societății secrete Skull and Bones.
Descendent al mai multor vechi familii din New England, inclusiv Pierpont, Hooker, Willett, Bingham, Willett și Russell, William Huntington Russell a primit o educație aleasă, fapt care l-a făcut să realizeze mai multe cariere în viață, printre care cele de educator, om de afaceri și militar (al forțelor de miliție ale statului  Connecticut) au fost cele mai importante. Unul din strămoșii săi, Reverendul Noadiah Russell a fost unul din fondatorii și unul din membrii de conducere al Yale College. 